# Lilla Askerön (småort)
Lilla Askerön är en småort i Valla socken i Tjörns kommun i Bohuslän. Denna av SCB definierade småort ligger på norra, främst nordvästra delen av ön Lilla Askerön.